# چرخ سال
چرخ سال یک چرخه نشانگر سالانه از جشنواره‌های فصلی است که توسط طیفی از نئوپاگانیست‌ها (بت پرستان نوین) برگزار می‌شود و در آن رویدادهای اصلی سال خورشیدی مانند انقلاب و اعتدال و نقاط میانی بین آن‌ها را مشخص می‌کند. نئوپاگان بریتانیایی چرخ سال را در اواسط قرن بیستم ساختند و چهار رویداد خورشیدی (ربع روز) را که توسط بسیاری از مردمان اروپایی مشخص شده بود، با چهار جشن فصلی ("ربع روزهای متقاطع") که توسط سلت‌های جزیره ای جشن گرفته می‌شد، ترکیب کردند. آئین‌های مختلف بت‌پرستی مدرن ممکن است با توجه به زمان دقیق هر جشن، بر اساس تمایزاتی مانند فاز قمری و نیمکره جغرافیایی متفاوت باشد.
رعایت چرخه فصول برای بسیاری از مردم، چه باستان و چه مدرن، مهم بوده‌است. جشن‌های بت‌پرستی مدرن که بر مفهوم چرخ تکیه دارند، به درجات مختلفی بر اساس سنت‌های عامیانه (فولکلور)، صرف‌نظر از شیوه‌های واقعی بت‌پرستان تاریخی، بنا شده‌اند. برخی از ویکاها از اصطلاح سابات (‎/ˈsæbət/‎) برای اشاره به هر جشنواره استفاده می‌کنند.